# Jan Hrbatý
Jan Hrbatý (Stražisko, 1942. január 20. – 2019. július 23.) olimpiai ezüstérmes csehszlovák válogatott cseh jégkorongozó.

## Pályafutása
Az 1968-as grenoble-i olimpián ezüstérmes lett a csehszlovák válogatottal. Két világbajnoki bronzérmet szerzett a pályafutása alatt.

## Sikerei, díjai
- Olimpiai játékok
  - ezüstérmes: 1968, Grenoble
- Világbajnokság
  - bronzérmes: 1969, 1970